# Вељопоље
Вељопоље (слч. Veľopolie) насељено је мјесто са административним статусом сеоске општине (слч. obec) у округу Хумење, у Прешовском крају, Словачка Република.

## Становништво
| Година:    | 1994. | 2004.   | 2014.    | 2024.   |
| ---------- | ----- | ------- | -------- | ------- |
| Број људи: | 311   | 321     | 363      | 377     |
| Разлика:   |       | +3,21 % | +13,08 % | +3,85 % |

| Година:    | 2023. | 2024.   |
| ---------- | ----- | ------- |
| Број људи: | 374   | 377     |
| Разлика:   |       | +0,80 % |

Према подацима о броју становника из 2024. године насеље је имало 377 становника.